# Alex Wyse (attore)
Alexis Wyse (Beachwood, 18 febbraio 1987) è un attore statunitense, attivo in campo teatrale, cinematografico e televisivo.

## Biografia
Ha studiato all'Università di Boston e ha debuttato a Broadway nel 2011, con il musical Lysistrata Jones. Ha recitato anche in altri musical, tra cui Triassic Parq (Off Broadway, 2012), Bare (Off Broadway, 2013), Wicked (tour statunitense, 2013-2014), Spring Awakening (Los Angeles, 2015; Broadway, 2015-16).

## Filmografia

### Attore

#### Cinema
- Coda, regia di Kitao Sakurai e Andrew Spirk - cortometraggio (2003)
- Fifty Grades of Shay, regia di Nick Choksi - cortometraggio (2012)
- Bare: The Musical, regia di Stafford Arima - direct-to-video (2012)
- X/Y, regia di Ryan Piers Williams (2014)
- One Small Step for Melvin, regia di Preston Sadleir - cortometraggio (2014)
- Dating My Mother, regia di Mike Roma (2017)
- Broadway Whodunit: A Very Hanukkah Whodunit, regia di Andrew Barth Feldman - direct-to-video (2020)
- Stomach People, regia di Julia Mattison - cortometraggio (2022)

#### Televisione
- Bored to Death - Investigatore per noia (Bored to Death) – serie TV, 4 episodi (2010-2011)
- It Could Be Worse - serie TV, episodio 1x10 (2013)
- Masters of Sex – serie TV, episodi 2x03-2x07-2x08 (2014)
- Bad Judge - serie TV, episodio 1x05 (2014)
- A to Z - serie TV, episodio 1x08 (2014)
- Modern Family – serie TV, episodio 6x12 (2015)
- Switched at Birth - Al posto tuo (Switched at Birth) – serie TV, episodi 4x02-4x05 (2015)
- Agent X - serie TV, episodio 1x05 (2015)
- Iron Fist – serie TV, 4 episodi (2017)
- NCIS: Los Angeles – serie TV, episodio 9x06 (2017)
- Beautiful (The Bold and the Beautiful) – soap opera, 66 puntate (2017-2018)
- Indoor Boys - serie TV, 24 episodi (2017-2019)
- Only Children - serie TV, 6 episodi (2018)
- The Other Two - serie TV, episodio 2x06 (2021)
- La fantastica signora Maisel (The Marvelous Mrs. Maisel) - serie TV, episodio 5x04 (2023)
- Elsbeth - serie TV, episodi 1x05-1x07 (2024)

### Doppiatore
- Summoning Sylvia, regia di Wesley Taylor e Alex Wyse (2023)

### Regista

#### Cinema
- Summoning Sylvia, co-diretto con Wesley Taylor (2023)

#### Televisione
- Indoor Boys - serie TV, 24 episodi (2017-2019)

### Produttore

#### Cinema
- One Small Step for Melvin, regia di Preston Sadleir - cortometraggio (2014)
- What the Constitution Means to Me, regia di Marielle Heller (2020)

#### Televisione
- Indoor Boys - serie TV, episodi sconosciuti (2017)

### Sceneggiatore

#### Cinema
- One Small Step for Melvin, regia di Preston Sadleir - cortometraggio (2014)
- Summoning Sylvia, regia di Wesley Taylor e Alex Wyse (2023)

#### Televisione
- Indoor Boys - serie TV, 24 episodi (2017-2019)

## Trasmissioni televisive
- Primetime: What Would You Do? - reality (2010)
- Nikki & Sara Live - varietà comico (2013)
- Late Night with Seth Meyers - talk-show (2015)
- The 70th Annual Tony Awards, regia di Glenn Weiss - speciale TV (2016)
- Soap Central - talk-show (2017)
- Broadway.com #LiveatFive - talk-show (2019)

## Radio
- Thanks for Coming In - podcast (2020)
- Fanaddicts Podcast - podcast (2023)

## Teatro (parziale)
- Lysistrata Jones (2011)
- Triassic Parq (2012),
- Bare (2013)
- Wicked (2013-2014)
- Spring Awakening (2015-2016)

## Doppiatori italiani
Nelle versioni in italiano delle opere in cui ha recitato, Alex Wyse è stato doppiato da:
- Mirko Cannella in NCIS: Los Angeles, Iron Fist, Beautiful